# Sikorsky S-69
Il Sikorsky S-69 era un elicottero sperimentale a rotori coassiali realizzato dall'azienda statunitense Sikorsky Aircraft Company negli anni settanta per rispondere al programma di sviluppo Advancing Blade Concept (ABC).

## Storia e sviluppo
L'S-69, conosciuto anche con la designazione militare XH-59A, deve la sua progettazione ad un programma di sviluppo, definito Advancing Blade Concept (ABC), mirato alla realizzazione di un'aerodina che potesse migliorare l'impostazione costruttiva standard per gli elicotteri. Nell'S-69 si seguì la strada dell'adozione di due rotori coassiali controrotanti per eliminare la classica elica posta in coda per eliminare la coppia rotazionale data dal motore.